# Gare du Grand-Lemps
La gare du Grand-Lemps est une gare ferroviaire française de la ligne de Lyon-Perrache à Marseille-Saint-Charles (via Grenoble) située sur le territoire de la commune du Grand-Lemps, dans le département de l'Isère, en région Auvergne-Rhône-Alpes.
C'est une halte voyageurs de la Société nationale des chemins de fer français (SNCF), desservie par des trains TER Auvergne-Rhône-Alpes.

## Situation ferroviaire
Établie à 476 mètres d'altitude, la gare du Grand-Lemps est située au point kilométrique (PK) 84,559 de la ligne de Lyon-Perrache à Marseille-Saint-Charles (via Grenoble), entre les gares de Châbons et de Rives. En direction de Rives, s'intercale la halte fermée de Beaucroissant.

## Service des voyageurs

### Accueil
Halte SNCF, c'est un point d'arrêt non géré (PANG) à entrée libre.

### Desserte
Le Grand-Lemps est desservie par les trains TER Auvergne-Rhône-Alpes de la relation de Saint-André-le-Gaz à Grenoble (ou Grenoble-Universités-Gières).

### Intermodalité
Un parc pour les vélos (consignes individuelles en libre accès) et un parking pour les véhicules y sont aménagés.